# 东亚腹链蛇
东亚腹链蛇（学名：Hebius vibakari）为水游蛇科东亚腹链蛇属的爬行动物，俗名灰链游蛇、水长蛇。分布于朝鲜半岛、俄罗斯、日本及附近岛屿以及中国大陆的辽宁、吉林、黑龙江等地，多栖息于林区或开阔地带的石下或墙缝中以及常活动于水体附近。

## 亚种
- 东亚腹链蛇大陆亚种（学名：Hebius vibakari ruthveni），Van Denburgh于1923年命名。分布于朝鲜、俄罗斯以及中国大陆的东北等地。该物种的模式产地在朝鲜釜山。[2]

## 保护
本种于2023年被收录入《有重要生态、科学、社会价值的陆生野生动物名录》。